# 喜多武一
喜多 武一（きた ぶいち、生没年不詳）は江戸時代の南画家。

## 来歴
喜多武清の子。喜多氏。名も字も武一で、俗称は武一郎。武一、伴蜨（ばんしょう）と号す。江戸に生まれており、父とともに八丁堀竹島町に住んでいた。父の武清に絵を学び、文政から弘化年間に作画をしている。侠気の人で酒をたしなみ、特に奇雅のある酔墨をもって知られていた。なお、嘉永2年（1849年）に刊行された『江戸文人寿命付』2編の「喜多武一」の項に「兄の跡をつぎたるめでたさや　これぞ二代の画師のまれもの」と記されており、弟が兄である武一の跡をついで2代目武一を襲名したことを告げている。これによって、初代の武一は嘉永2年以前に没したものとみられる。享年も不明であるが、『大日本書画名家大鑑』には「50余」とある。

## 作品
- 「又平と大津絵人物」　横長判　摺物　文政12年　2代目歌川豊国、歌川国貞、喜多武清、長谷川雪旦と合作